# Котельня (річка)
Котельня — річка в Україні, у Звягельському районі Житомирської області. Права притока Случі, (басейн Прип'яті).

## Опис
Довжина річки приблизно 6,32 км, найкоротша відстань між витоком і гирлом — 4,17  км, коефіцієнт звивистості річки — 1,52 . Річка формується декількома безіменними струмками і частково каналізована.

## Розташування
Бере початок на південно-західній стороні від села Лісове в урочищі Лужкі. Спочатку тече на південний схід, потім на південний захід і на північно-західній стороні від Малої Цвілі впадає у річку Случ, праву притоку Горині.

## Цікавий факт
- У пригирловій частині річку перетинає автошлях Т 0616 (автомобільний шлях територіального значення у Житомирській області, Чижівка — Городниця.